# Mercy (canción de Madame Monsieur)
«Mercy» es una canción escrita e interpretada por el dúo francés Madame Monsieur. La canción representó a Francia en el Festival de la Canción de Eurovisión 2018, tras ganar Destination Eurovision 2018. Pese a ser una de las canciones favoritas en las casas de apuestas, la canción terminó en 13.ª posición.

## Festival de la Canción de Eurovisión 2018
Destination Eurovision fue la final nacional organizada por France 2 para escoger al representante francés para el Festival de la Canción de Eurovisión 2018. El formato del concurso consistió en tres shows: dos semifinales y una final. El 1 de enero de 2018 Madame Monsieur fueron confirmados como participantes de la selección con la canción «Mercy». Tras quedar primeros en la segunda semifinal, que se retransmitió en diferido el 20 de enero, interpretaron de nuevo su canción en la final emitida en directo el 27 de enero. A pesar de obtener el tercer puesto en las votaciones de los jurados internacionales, ganaron la final gracias al primer puesto que les otorgó el público francés, al obtener una gran cantidad de puntos combinados. Por consiguiente, ganaron el derecho a representar a Francia en el Festival de la Canción de Eurovisión 2018, que se celebró en Lisboa el 12 de mayo de 2018, terminando en un 13 lugar.
La canción "Mercy" surge después de que el dúo leyera una noticia del nacimiento de una bebé llamada Mercy, de origen nigeriano en el barco de rescate de refugiados Aquarius.